# F (フジファブリックのアルバム)
『F』（エフ）は、フジファブリックの10thフルアルバム。2019年1月23日にソニー・ミュージックアソシエイテッドレコーズから発売された。

## 概要
- 前作『FAB FIVE』より2か月半ぶりのアルバム。フルアルバムとしては『STAND!!』以来2年ぶりとなる。
- 初回限定盤・通常盤・完全生産限定盤（LP盤）の3形態で発売。初回限定盤はDVDつき[2]。
- 『STAR』以来の「CDシングル表題曲を収録しないフルアルバム」となった。また、曲数も9曲とフジファブリックのフルアルバムの中で最も少ない。
- 本作からサポートドラマーとして、3人体制のフジファブリックの作品の殆どに参加してきた堀川裕之（54-71）に代わり、2018年からツアーサポートも務める玉田豊夢が正式参加している[3][注 1]。
- Oriconの週間ランキングでは初登場10位を獲得[1]。『STAR』以来7年4ヶ月ぶりのTop10入りを果たした。

## 楽曲解説
手紙
2018年4月 - 6月にかけて行われた「3ヶ月連続シングル配信」の第3弾の楽曲で、6月30日より配信されていた。
山内自身により撮影されたティザー映像と、ショートバージョンのMVがYouTubeで公開されている。
High&High
作詞作曲を担当した金澤と同郷（茨城県久慈郡大子町出身）である、広島東洋カープ・菊池保則が登場曲に使っている。
東京
「フジフレンドパーク2018」の東京公演における山内の言い間違いにより制作されることになった楽曲。
「Walk On The Way」が制作されるまではこの曲がアルバムの1曲目になる予定だった。

## 収録曲
- 全編曲：フジファブリック

| #  | タイトル                                                             | 作詞         | 作曲         | 時間  |
| -- | -------------------------------------------------------------------- | ------------ | ------------ | ----- |
| 1. | 「Walk On The Way」                                                  | 山内総一郎   | 山内総一郎   | 4：37 |
| 2. | 「破顔」(テレビアニメ『3D彼女 リアルガール』第2代エンディングテーマ) | 山内総一郎   | 山内総一郎   | 5：33 |
| 3. | 「手紙（Album Ver.）」                                               | 山内総一郎   | 山内総一郎   | 6：03 |
| 4. | 「LET'S GET IT ON」                                                  | 山内総一郎   | 山内総一郎   | 5：00 |
| 5. | 「恋するパスタ」(SHARP「AQUOS R2」CMソング)                          | 金澤ダイスケ | 金澤ダイスケ | 4：37 |
| 6. | 「Feverman」                                                         | 加藤慎一     | 山内総一郎   | 4：42 |
| 7. | 「High＆High」                                                       | 金澤ダイスケ | 金澤ダイスケ | 4：14 |
| 8. | 「前進リバティ」                                                     | 加藤慎一     | 加藤慎一     | 3：29 |
| 9. | 「東京」                                                             | 山内総一郎   | 山内総一郎   | 4：40 |

### DVD（初回限定盤のみ）
- 1. 『F』そして“ROAD TO 大阪城ホール”インタビュー＆ドキュメンタリー
- 2. 「Water Lily Flower」Music Video アテレコ THE MOVIE